# بالدوين السابع، كونت فلاندرز
بالدوين السابع (1093 - 17 يوليو 1119)؛ كان كونت فلاندرز من 1111 حتى 1119.

## حياته

### علاقات الأسرية
هو أبن روبرت الثاني كونت فلاندرز وكلمينتيا من بورغندي، خواله في وقت لاحق البابا كاليستوس الثاني وريموند من بورغندي، حاكم جليقية وزوج أوراكا في المستقبل ملكة قشتالة وليون، ونتيجة لذلك كان بالدوين وألفونسو السابع ملك قشتالة وليون أبناء خوال، وأيضا هو أبن خالة أماديو الثالث، كونت سافوي وويليام الخامس، ماركيز مونفيراتو كلاهما أبناء خالته جيزيلا بحيث كان الأول ابن زواجها الأول من أومبيرتو الثاني، كونت سافوي والثاني من زواجها من رينيه، ماركيز مونفيراتو.

### الحكم والوفاة
خلف بالدوين والده بعد وفاته في 5 أكتوبر 1111 بحيث كان في الثامنة عشر من العمر، بعد المشاورة مع أبن عمته شارل الطيب بالدوين قد رتب زواج شارل من وريثة كونتية أميان مارغريت دي كليرمون في 1118.
بعد إصابته في معركة بوريس إن براي عندما كان يقاتل هنري الأول ملك إنجلترا نيابة عن لويس السادس ملك فرنسا، توفي في 1119 واعلن أبن عمته شارل وريثاً له.

## الزواج
تزوج بالدوين في 1105 من هاويز من بريتاني أبنة الآن الرابع، دوق بريتاني العريس كان في أثني عشر عاماً والعروس كانت في التاسعة، إلا أنهم تطلقا في 1110، ليس لديهم أبناء.